# Augusta Curiel
Augusta Cornelia Paulina Curiel (Paramaribo, 14 december 1873 – aldaar, 22 november 1937) was een Surinaams fotograaf. Het Surinaams Museum in Paramaribo bezit circa 400 glasnegatieven van haar werk. De foto's geven een uniek beeld van Suriname in de eerste decennia van de twintigste eeuw.

## Levensloop

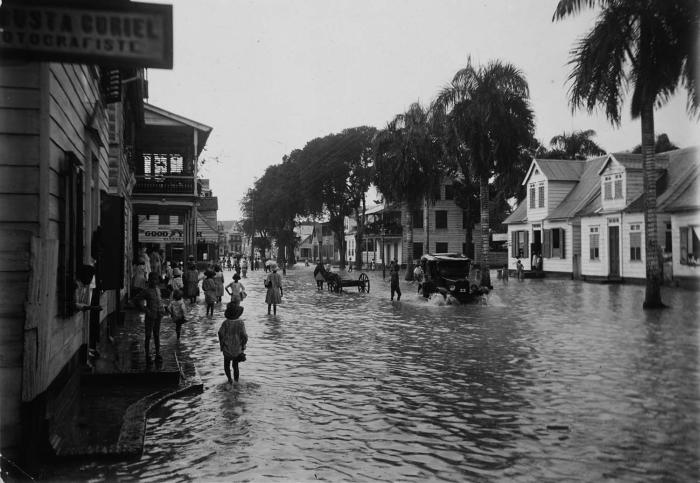
Domineestraat 28

Augusta werd op 14 december 1873 geboren. Ze woonde samen met haar zus Elisabeth (1869-1937) en haar jongere zus Anna Jacoba (1875-1958) aan de Domineestraat 28 in Paramaribo. De zussen waren ongehuwd. Op het achtererf van hun woning stond een bijgebouw dat gebruikt werd als werk- en opslagruimte. Augusta werkte nauw samen met haar zus Anna die haar assisteerde bij het fotograferen en die voor het ontwikkelen en afdrukken van de opnamen zorgde. Augusta en Anna stonden in Paramaribo bekend als 'de gezusters' of 'de dames Curiel'. Elisabeth zorgde voor het huishouden.
De moeder van de dames Curiel was Henriëtte Paulina Petronella Curiel (1841-1901). Henriette werd net als haar moeder in slavernij geboren en later vrijgekocht door haar eigen vader, de Amsterdamse, Portugees-joodse immigrant Mozes Curiel (1801-1871). De moeder van Henriëtte was Elisabeth Nar (ca. 1801-1881). Henriëtte en de andere 6 kinderen van Mozes Curiel en Elisabeth Nar kregen na hun huwelijk in 1864 de achternaam Curiel.
Henriëtte kreeg vier kinderen die ze zelf heeft aangegeven bij de burgerlijke stand. Over de vader van de kinderen is geen informatie bekend. Het gezin woonde in de Gravenstraat. Ze waren lid van de Evangelisch-Lutherse kerk. Het gezin behoorde tot de bovenlaag van de Surinaamse samenleving zoals valt af te leiden uit hun vriendschap met prof. Gerold Stahel, plantkundige en directeur van het Landbouwproefstation Suriname, met het Statenlid Julius Muller, met Hilda Luisa Cruger, de dochter van landmeter Wilhelm Cruger en met de lutherse predikant ds. C. Hoekstra. Hoekstra was een enthousiast amateurfotograaf en hij is degene die de zusters waarschijnlijk heeft geïnspireerd om een professionele fotozaak te beginnen.
Naast haar twee zussen had Augusta nog een broer, Adolf Curiel (1867-1934). Adolf was een bekende zakenman die van 1910 tot 1920 lid was van de Koloniale Staten van Suriname. Zijn positie en contacten waren waarschijnlijk behulpzaam bij het verwerven van opdrachten.

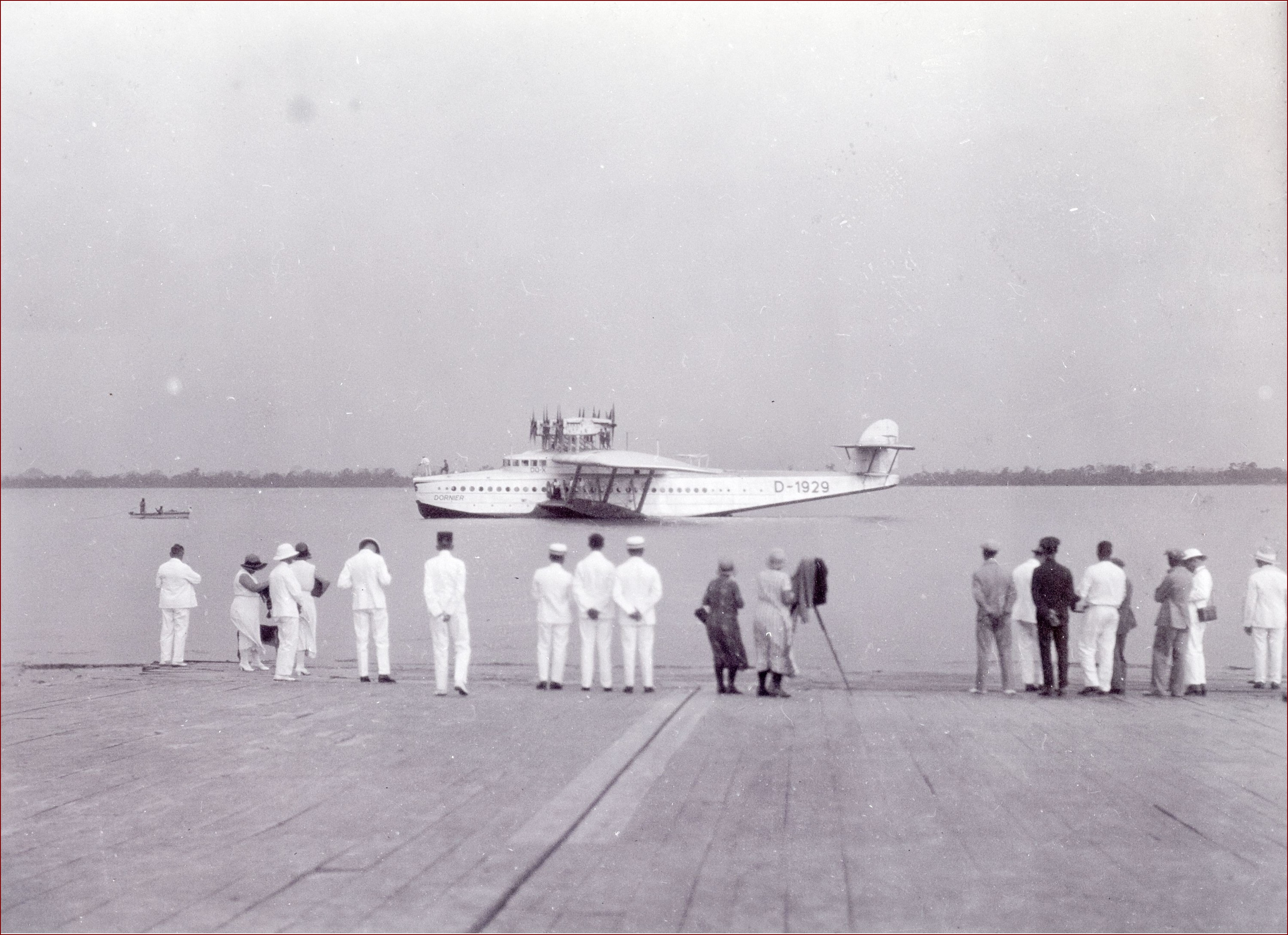
Aankomst van een Dornier Do X op de Surinamerivier bij Paramaribo. In het midden van de foto staan Augusta en Anna (18 augustus 1931)

Augusta begon de fotozaak in 1904 samen met haar zus Anna in een bijgebouw achter hun woonhuis. Gouverneur Rutgers diende in juli 1928 een verzoek in om Augusta te benoemen tot hofleverancier. Uit het verzoek blijkt dat de kleine fotozaak als betrouwbaar en financieel gunstig bekend staat. Ze ontvangen opdrachten om te fotograferen bij officiële gelegenheden en bij feestelijkheden. Onder het kopje 'bijzonderheden' voegt Rutgers toe '... dat het prijzenswaardig is dat de gezusters, die van huis uit niet voorbestemd waren om in hun eigen levensonderhoud te voorzien, daar met hard werken toch zeer goed in geslaagd zijn.' Over Augusta schreef de gouverneur 'dat de persoon en kwaliteit van haar werk het predikaat koninklijk rechtvaardigen'. De gouverneur ontving een positieve beschikking en op 31 augustus 1929, de verjaardag van koningin Wilhelmina, werd het besluit tijdens een zitting van de Staten van Suriname aan de zusters meegedeeld.
In 1937 overleed Augusta. Ze is begraven op de begraafplaats Oud Lina's Rust in Paramaribo. Op haar grafsteen is het Wapen van het Koninkrijk der Nederlanden gegraveerd.
In de jaren na het overlijden van Augusta ging het slechter met de fotozaak. Anna zette de zaak voort met behulp van een assistent, L. Duttenhöfer. Duttenhöfer maakte de foto's en Anna bleef zich bezig houden met het ontwikkelen van de foto's en de administratie. De foto's waren echter niet meer van dezelfde hoogstaande niveau als de foto's van Augusta. Om haar financiële problemen op te lossen verkocht Anna het huis en de grond in de Domineestraat. De fotozaak verkocht zij op 1 februari 1952 aan Duttenhöfer. Bij de ontruiming van het pand zijn de administratie en veel van het fotografische werk verloren gegaan.
Anna overleed in 1958, reumatisch, bijna blind en met door fotochemicaliën aangetaste handen. Na haar overlijden werden circa 400 originele glasnegatieven overgedragen aan het Surinaams Museum. In 2007 verscheen een fotoboek waarin 238 afbeeldingen zijn afgedrukt op basis van de collectie glasnegatieven en aangevuld met foto's uit de collectie van het Tropenmuseum in Amsterdam.

## Manier van werken

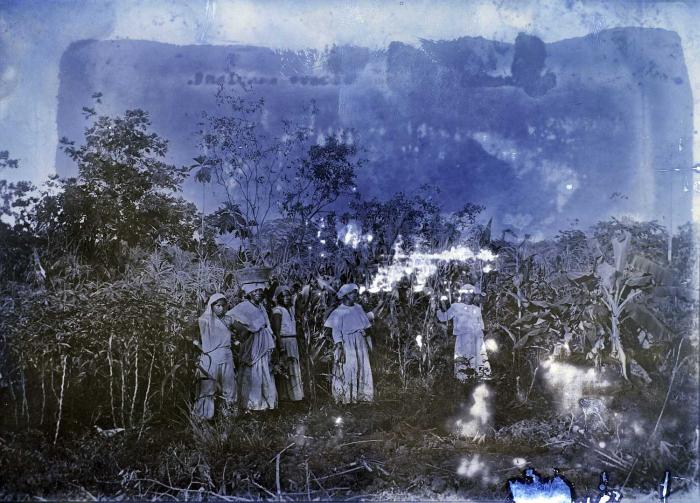
Vrouwen op een akker met maïs en cassave (glasnegatief)

Augusta gebruikte voor haar foto's een platencamera op statief en glasnegatieven van 18 × 24 cm of 13 × 18 cm. De foto's uit de eerste periode werden van een emulsielaag voorzien en beschermd met een vernislaag. Later werden kant-en-klare negatieven ingekocht. De negatieven en alle andere materialen zoals de chemicaliën voor het ontwikkelen en afdrukken, voor het glansverven, het afdrukpapier, de albums en fotolijstjes werden bij de groothandel ingekocht. De foto's van Augusta worden gekenmerkt door scherpte en de helderheid. Bewegingsonscherpte komt weinig voor, een opvallend kenmerk omdat er voor de foto's een lange belichtingstijd nodig was. Augusta werkte altijd met een statief en gebruikte geen belichtingsmeter. De foto's werden veelal buiten genomen, maar er zijn ook binnenopnamen bekend, bijvoorbeeld van de suikerfabriek op Mariënburg en van plechtige opening van de Koloniale Staten in 1906.
Overdag werden de opnames gemaakt en 's avond, als het wat koeler was, werden de opnamen ontwikkeld en afgedrukt. De constante temperatuur die nodig was voor het ontwikkelproces, werd verkregen door te koelen met grote staven ijs. De afgedrukte foto's werden verder afgewerkt door ze op karton te plakken met onderaan de voorgedrukte tekst 'Augusta Curiel', soms met de toevoeging 'Paramaribo' en, na 1929, in de rechterbenedenhoek het predicaat hofleverancier. De foto's hebben geen stempel van de maker op de achterkant. Ze zijn toch herkenbaar omdat de afdrukken een paarse gloed laten zien, de ontstond door aniline toe te voegen aan de papierontwikkelaar.
Klanten kregen meestal drie afdrukken. De glasnegatieven werden bewaard zodat de klanten foto's konden nabestellen. De glasplaat werd ingepakt en van een nummer voorzien. De registratie werd waarschijnlijk bijgehouden in een schrift.

## Oeuvre
Augusta Curiel werkte altijd in opdracht. Er was een grote variatie in opdrachten van particulieren, organisaties en (overheids)instellingen. Augusta maakte groepsportretten, trouwfoto's en klassenfoto's. Ze fotografeerde de aankomst (en het vertrek) van gouverneurs en andere hoogwaardigheidsbekleders aan de Marinetrap aan de Waterkant in Paramaribo. Ze maakte foto's van plechtige en feestelijke openingen en jubilea, zoals bijvoorbeeld de ingebruikname van de Gasfabriek aan de Saramaccastraat in 1909 of de onthulling van het standbeeld van koningin Wilhelmina op het Gouvernementsplein in 1923. Er zijn ook veel foto's bewaard gebleven die het leven op de plantages in het binnenland van Suriname weergeven.

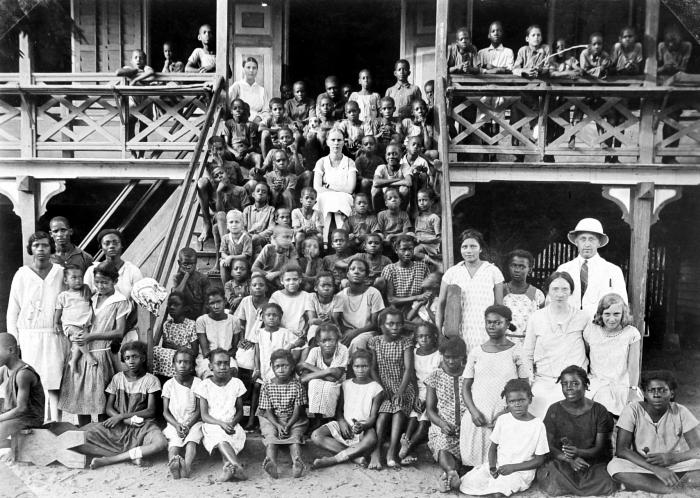
Kindertehuis 'Saron' van de Evangelische Broedergemeente met Broeder en Zuster Boon (ca. 1935)

In 1913 werd op het landgoed Meerhuizen aan de Amsteldijk in Amsterdam de tentoonstelling De Vrouw 1813-1913 gehouden. De fotozaak was toen al zo bekend dat de Curiels werd gevraagd om foto's voor deze tentoonstelling te leveren. De zussen selecteerden foto's van Paramaribo: de grote markt, de fröbelschool, het kindertehuis Saron, de rooms-katholieke zusterschool, een foto van meisjes die hoeden leren vlechten bij het Maria Patronaat en enkele portretten van kotomisi's. Het werk van Augusta laat geen specifieke vrouwelijke visie zien, maar de geselecteerde foto's geven wel een beeld van het werk van vrouwen in Suriname.
In 1923 werd het 25-jarig regeringsjubileum gevierd van koningin Wilhelmina. De zusters Curiel boden de koningin een fotoalbum over Suriname aan. Voor het album hadden zij foto's uitgezocht die een positieve indruk moesten geven van Suriname: stadsgezichten van Paramaribo, verschillende plantages en hun producten, de goud- en balatawinning, foto's van de grote rivieren met stroomversnellingen, de indianen- en marrondorpen en de verschillende Surinaamse bevolkingsgroepen. Het album wordt bewaard in het Koninklijk Huisarchief in Den Haag.
Foto's van het binnenland konden worden gemaakt dankzij de reizen die zij meemaakten op uitnodiging van prof. Stahel. De foto's werden gebruikt om zijn wetenschappelijke publicaties te illustreren.
In het platenalbum Onze West in Woord en Beeld (1917) zijn foto's opgenomen van de bauxietwinning in Moengo en de aankomst van Javaanse contractarbeiders. In het dagblad De West en in het tijdschrift Tropisch Nederland dat van 1928 tot 1940 verscheen werden regelmatig foto's van de Curiels opgenomen. In de collectie van het Rijksmuseum zijn foto's opgenomen van de aanleg van de Lawaspoorweg.

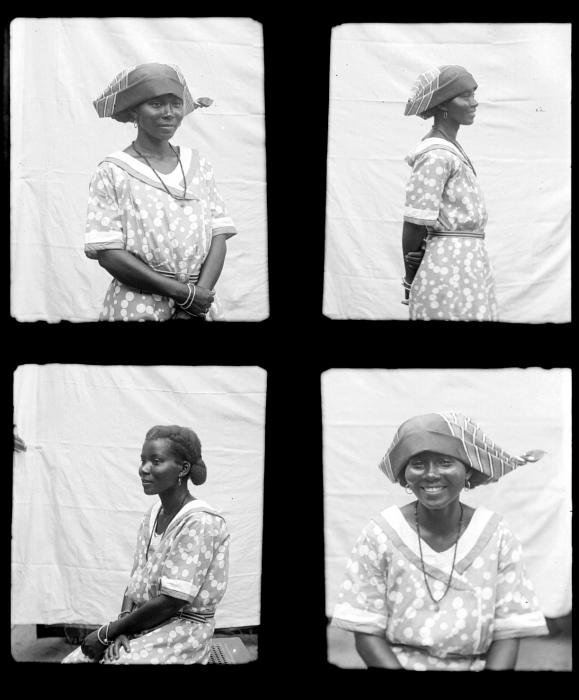
Studieportretten van een Creoolse vrouw (buitenopnames – ca.1930)

Een bijzondere toepassing waren de prentbriefkaarten met stadsgezichten en volkstypen die door verschillende firma's in de handel werden gebracht. Het warenhuis van C. Kersten & Co bracht de kaarten uit in Suriname en in Nederland werden de prentbriefkaarten uitgegeven door de firma E. Ritter in de Van Woustraat in Amsterdam. Ritter gaf ook een serie uit in opdracht van het Zendingshuis in Utrecht.
Stahel bemiddelde ook bij een opdracht ter gelegenheid van het afscheid van gouverneur baron van Heemstra in 1928. Voor zijn afscheid is een album samengesteld dat werd aangeboden door de Surinaamse Landbouw Vereniging. Het album bevat 48 foto's, onder andere van de plantages Ma Retraite, Jagtlust, Suzanna's Daal en interieuropnamen van de suikerfabriek op de plantage Mariënburg.
In het fotoboek uit 2007 worden enkele cartes-de-visite getoond. Dit waren kleine kartonnen kaartjes van 6,5 × 10,5 cm met een foto erop die werden gebruikt als visitekaartjes. Over het algemeen zijn dit typische studio opnamen maar Curiel fotografeerde bij voorkeur op het achtererf van haar huis met een wit laken als achtergrond.

## Betekenis
Augusta en Anna moeten in de periode 1904 - 1937 duizenden opnamen hebben gemaakt. Naar schatting zijn er 1200 bewaard gebleven. Ze geven een beeld van de Surinaamse samenleving in die tijd, maar dat beeld is gekleurd doordat de Curiels uitsluitend in opdracht werkten. Particuliere opdrachtgevers wilden een mooi beeld van zichzelf laten vereeuwigen. En de organisaties en instellingen wilden een positief beeld van hun werkzaamheden of van de feestelijkheden die gefotografeerd moesten worden. Die foto's geven dus vooral een beeld van het opgeruimde, ondernemende en 'het gevestigde' Suriname. De straten zijn schoon tijdens de viering van Koninginnedag. De werknemers werken niet mét, maar poseren vóór een graafmachine bij de bauxietafgravingen in Moengo. Het is enigszins afstandelijke, documentaire fotografie die zowel technisch als compositorisch van hoge kwaliteit is. Spontane foto's of foto's waarop actie te zien is zijn er nauwelijks. De foto's zijn gemaakt met gevoel voor compositie, een weloverwogen vlakverdeling, waarbij het object of de persoon altijd centraal staat. De foto's van Augusta Curiel geven een uniek beeld van Suriname in de eerste decennia van de twintigste eeuw.

## Tentoonstelling

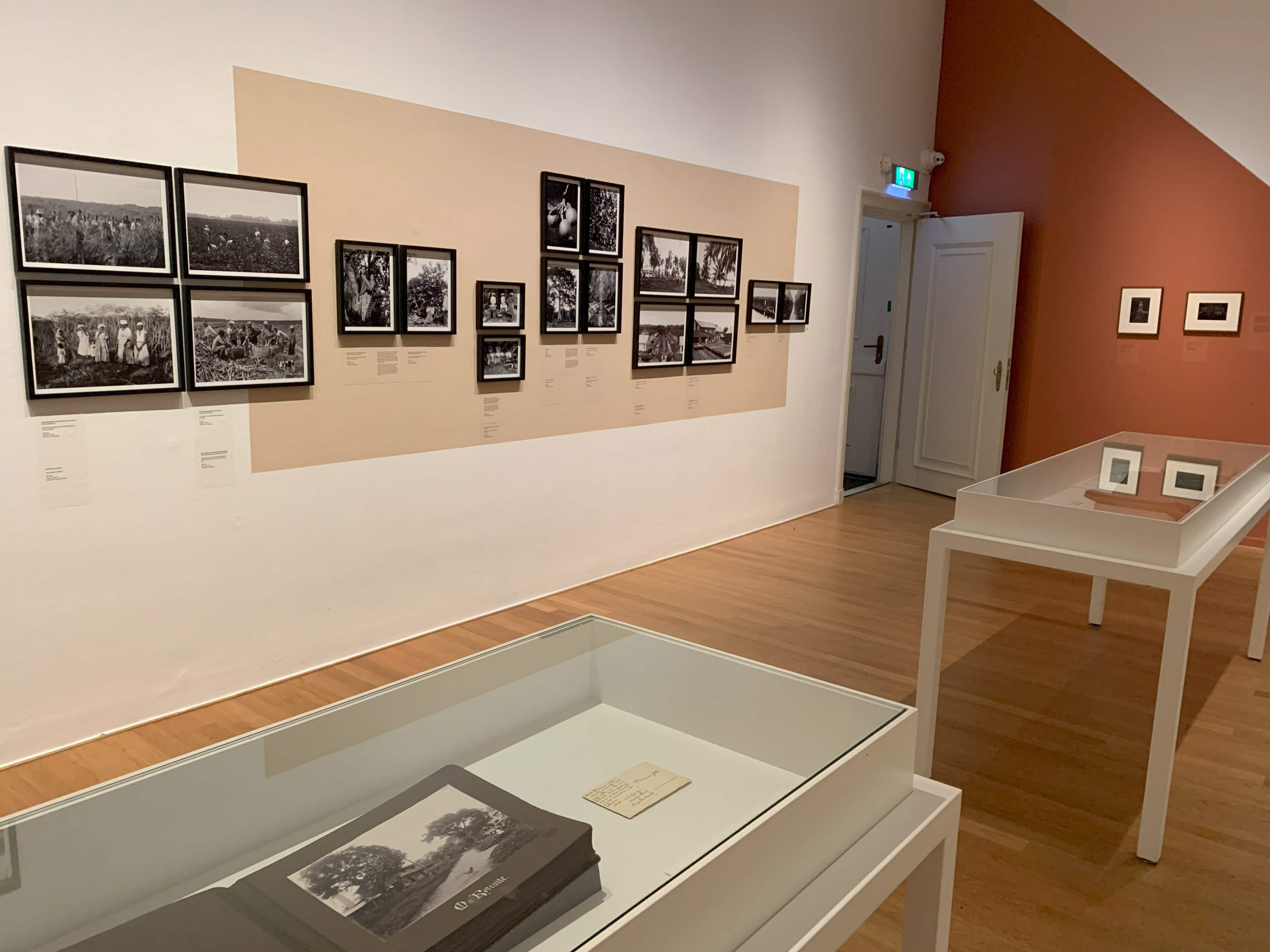
Tentoonstelling 'Augusta Curiel - Yere Mi Sten' in het FOAM (2025).

In 2025 organiseerde het FOAM in Amsterdam van 23 mei tot en met 6 november de tentoonstelling 'Augusta Curiel - Yere Mi Sten'.

### Over Augusta Curiel en haar werk
- van Dijk, Janneke, Hanna van Petten-van Charante en Laddy van Putten (2007). Augusta Curiel, Fotografe in Suriname 1904-1937. (Libri Musei Surinamensis 3). KIT Publishers, Amsterdam in samenwerking met de Stichting Surinaams Museum in Paramaribo en het Tropenmuseum in Amsterdam. ISBN 9789068324815. Bevat een uitgebreide inleiding en 238 foto's.
- Agnes de Boer, Curiel, Augusta Cornelia Paulina (1873-1937). In: Digitaal Vrouwenlexicon van Nederland. Huygens Instituut (1 juni 2018). Gearchiveerd op 14 augustus 2020. Geraadpleegd op 15 februari 2020.

### Foto's van Augusta Curiel in collecties
- Fotoarchief Stichting Surinaams Museum
- Rijksmuseum Amsterdam[3]
- Tropeninstituut Amsterdam
- Nederlands Fotomuseum[4]

### Foto's in boeken en tijdschriften
- Catalogus van de tentoonstelling De Vrouw 1813-1913. Drukkerij Concordia, Amsterdam, 1913
- Fred. Oudschans Dentz en Herm. J. Jacobs, Onze West in Beeld en Woord. Uitgeverij J.H. de Bussy, Amsterdam, 1917
- Fotoalbum voor Koningin Wilhelmina (1923). Koninklijk huisarchief, Den Haag, inv.nr FA 0354
- Tijdschrift Tropisch Nederland. Tijdschrift ter verbreiding van kennis omtrent Oost- en West-Indie. Uitgeverij De Bussy, Amsterdam, 1928-1940
- Anneke Groeneveld, Fotografie in Suriname 1839 - 1939. Museum voor Volkenkunde, Rotterdam, 1990. ISBN 9789065790651
- Album aangeboden ter gelegenheid van het afscheid van gouverneur Heemstra (1928). Tropenmuseum Amsterdam, inv.nr alb-1330

## Fotogalerij (selectie)

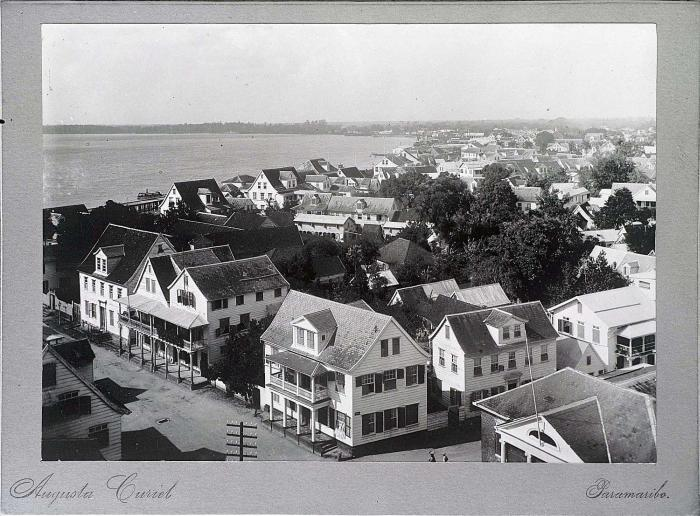
Stadsgezicht van Paramaribo gezien vanaf de toren van het Administratie-gebouw op het Gouvernementsplein. (Foto geplakt op grijs karton met opdruk – ca.1915)
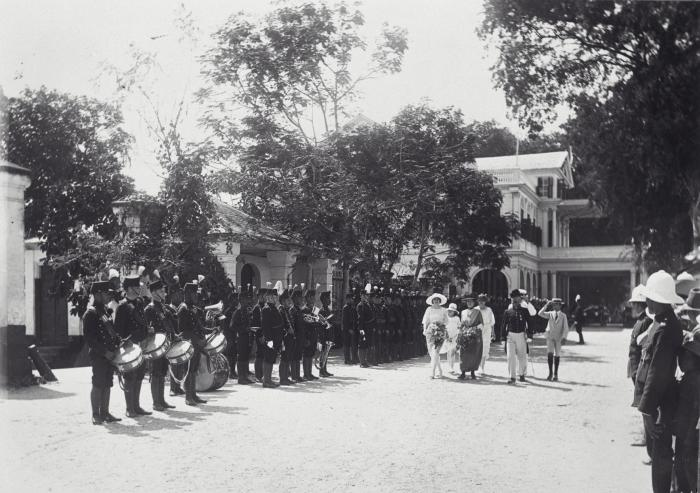
Waarnemend gouverneur Rietberg en gouverneur baron van Heemstra met familie op weg van het Gouvernementspaleis naar de zitting van de Koloniale Staten (mei 1921)
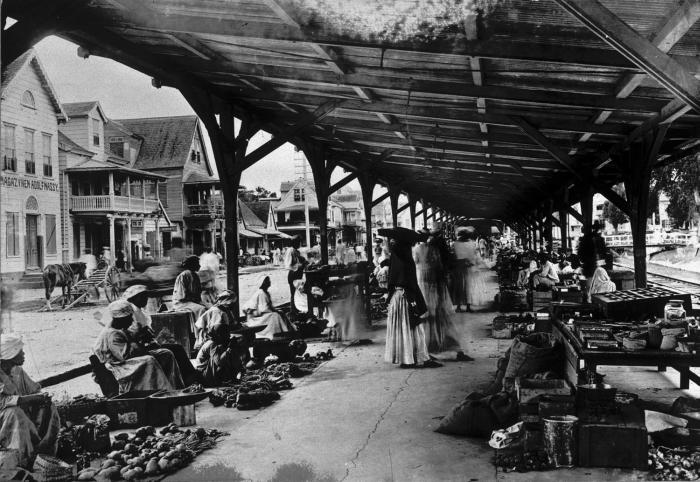
Overdekte markt aan de Waterkant te Paramaribo (ca.1915)
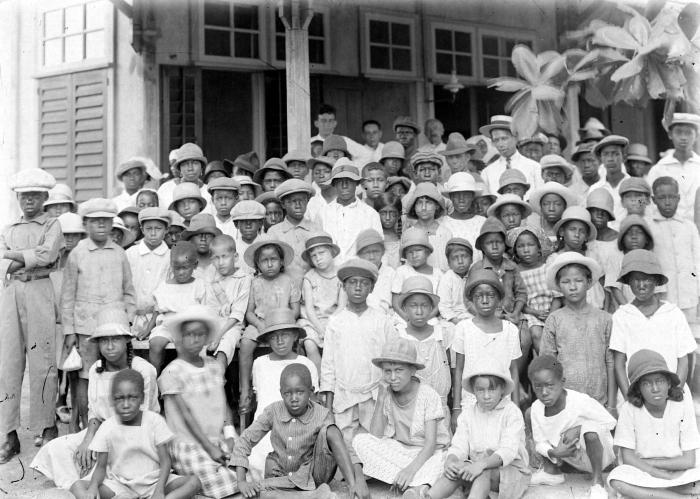
Groepsportret van schoolkinderen met hun onderwijzers (ca.1930)
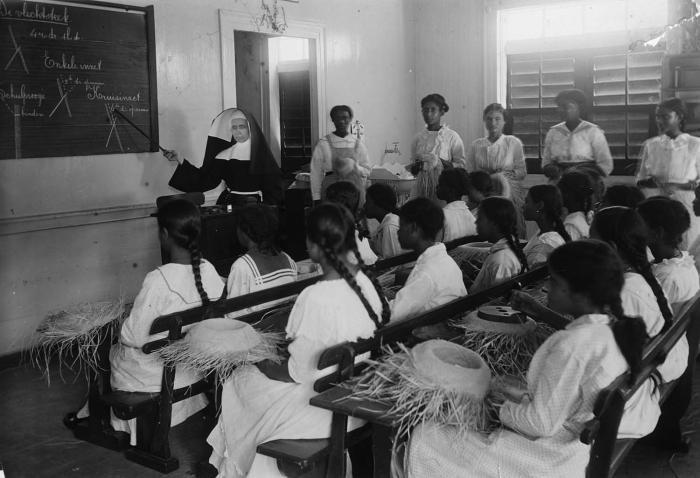
Klassikaal onderwijs op de vlechtschool van strohoeden van het Maria-patronaat te Paramaribo (ca.1925)
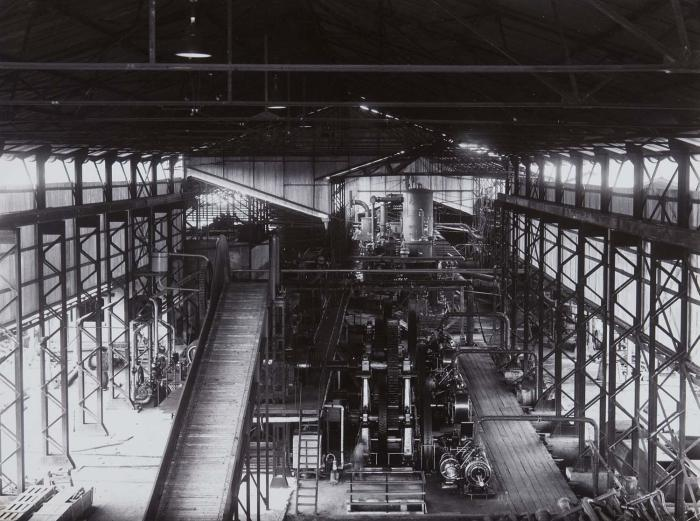
De grote hal van de suikerfabriek op plantage Marienburg (interieurfoto – tussen 1920 - 1928)
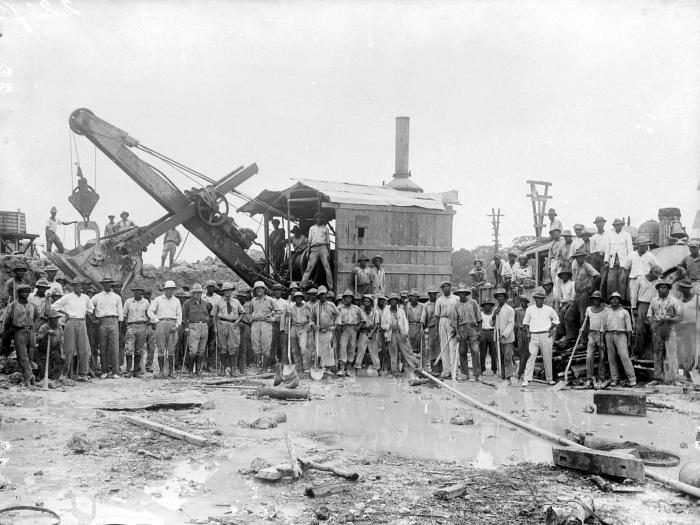
Bauxietwinning in Moengo. Werknemers poseren voor een stoomgraafmachine in een bauxietgroeve (ca.1930)
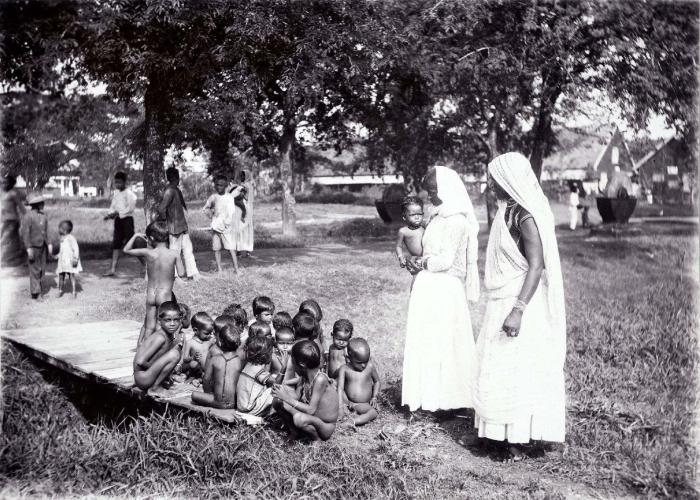
Kinderbewaarplaats met Hindoestaanse kinderen en vrouwen van Brits-Indische afkomst op de suikerplantage Mariënburg in het district Commewijne (ca.1910)
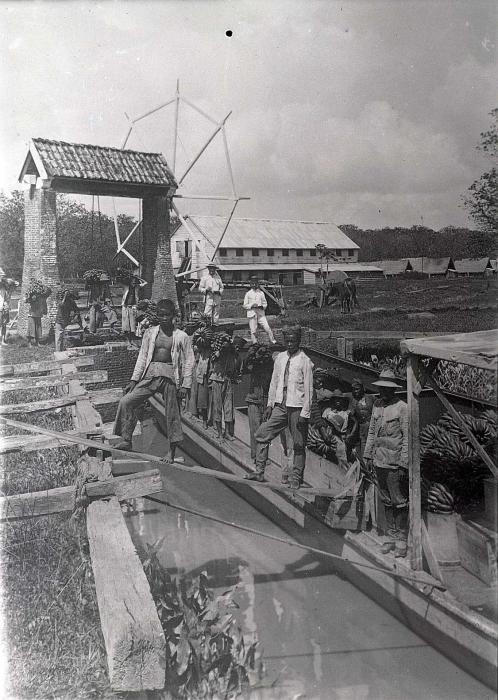
Javaanse contractarbeiders laden een pont voor het vervoer van bananen (1932)
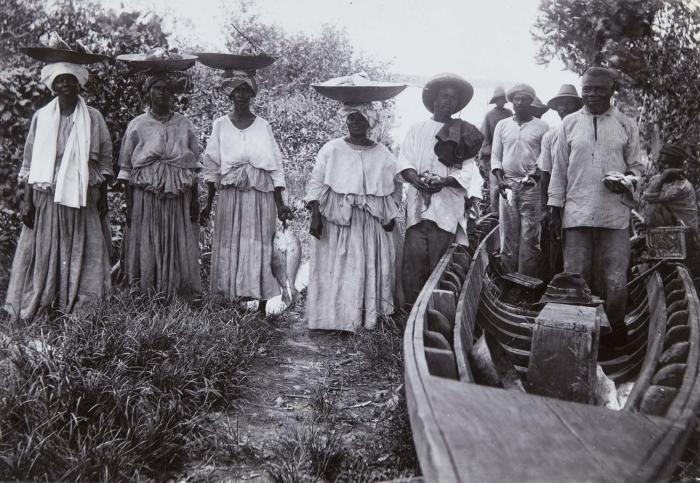
Portret van een groep Creoolse visverkoopsters naast de vissers en hun boot (ca.1915)

- Biografisch Portaal: 04163810
- Gemeinsame Normdatei: 136941176
- International Standard Name Identifier: 0000 0000 5555 2508
- Library of Congress Control Number: nb2008013263
- Nederlandse Thesaurus van Auteursnamen: 306046016
- PIC: 384906
- RKD-Nederlands Instituut voor Kunstgeschiedenis: 367083
- Système universitaire de documentation: 146086392
- Virtual International Authority File: 9379010
- WorldCat: E39PBJcgv7b69PYpQmtdH4KmVC